# Berki (Szlovákia)

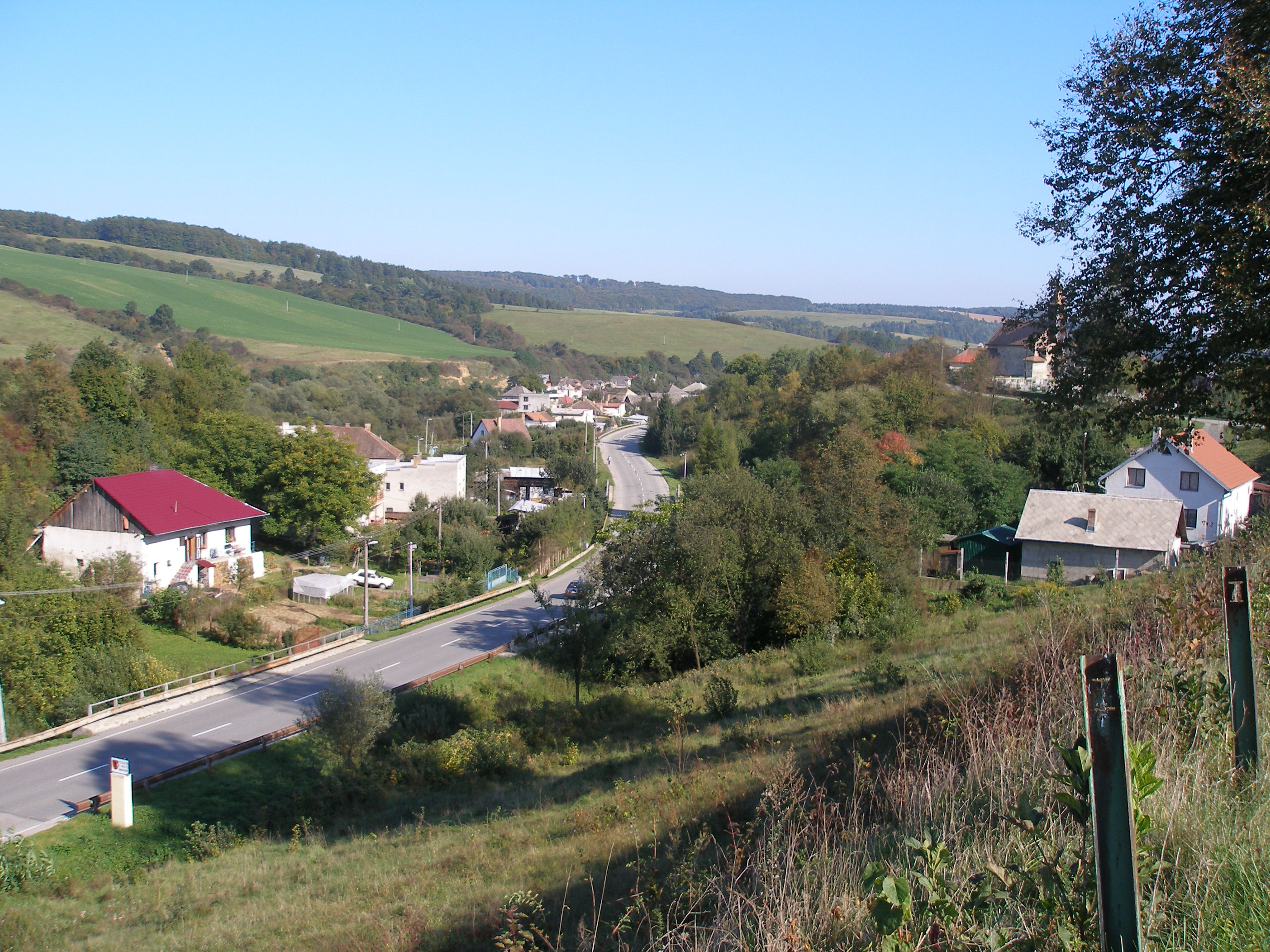
Berki

Berki (más néven Berkő, szlovákul: Rokycany) község Szlovákiában, az Eperjesi kerület Eperjesi járásában.

## Fekvése
Eperjestől 11 km-re délnyugatra, a Szinye-patak partján található.

## Története
A 18. század végén Vályi András így ír róla: „BERKI. Tót falu Sáros Vármegyében, birtokosa Rolly Uraság, lakosai katolikusok, fekszik Radócznak szomszédságában, mellynek filiája, határjának egy része nehezen miveltetik; de mivel réttyei kétszer kaszáltatnak, legelője elegendő, és fája is tűzre, ’s piatzozásától sints meszsze, második Osztálybéli.”
A 19. században Kassa város birtoka volt.
Fényes Elek 1851-ben kiadott geográfiai szótárában így ír a faluról: „Berkő, Rokicani, tót falu, Sáros vgyében, Bajor fiókja. 205 kath., 108 evang., 10 zsidó lak. F. u. Kassa városa.”
1920 előtt Sáros vármegye Eperjesi járásához tartozott.

## Népessége
| Év:            | 1994. | 2004.    | 2014.    | 2024.   |
| -------------- | ----- | -------- | -------- | ------- |
| Emberek száma: | 630   | 793      | 1010     | 1076    |
| Eltérés:       |       | +25,87 % | +27,36 % | +6,53 % |

| Év:            | 2023. | 2024.   |
| -------------- | ----- | ------- |
| Emberek száma: | 1073  | 1076    |
| Eltérés:       |       | +0,27 % |

1910-ben 288, túlnyomórészt szlovák anyanyelvű lakosa volt.
2001-ben 733 lakosából 686 szlovák és 44 cigány volt.
2011-ben 934 lakosából 745 szlovák és 100 cigány volt.

## Neves személyek
- Itt született 1893-ban Gyöngyösi János politikus, külügyminiszter (†1951)

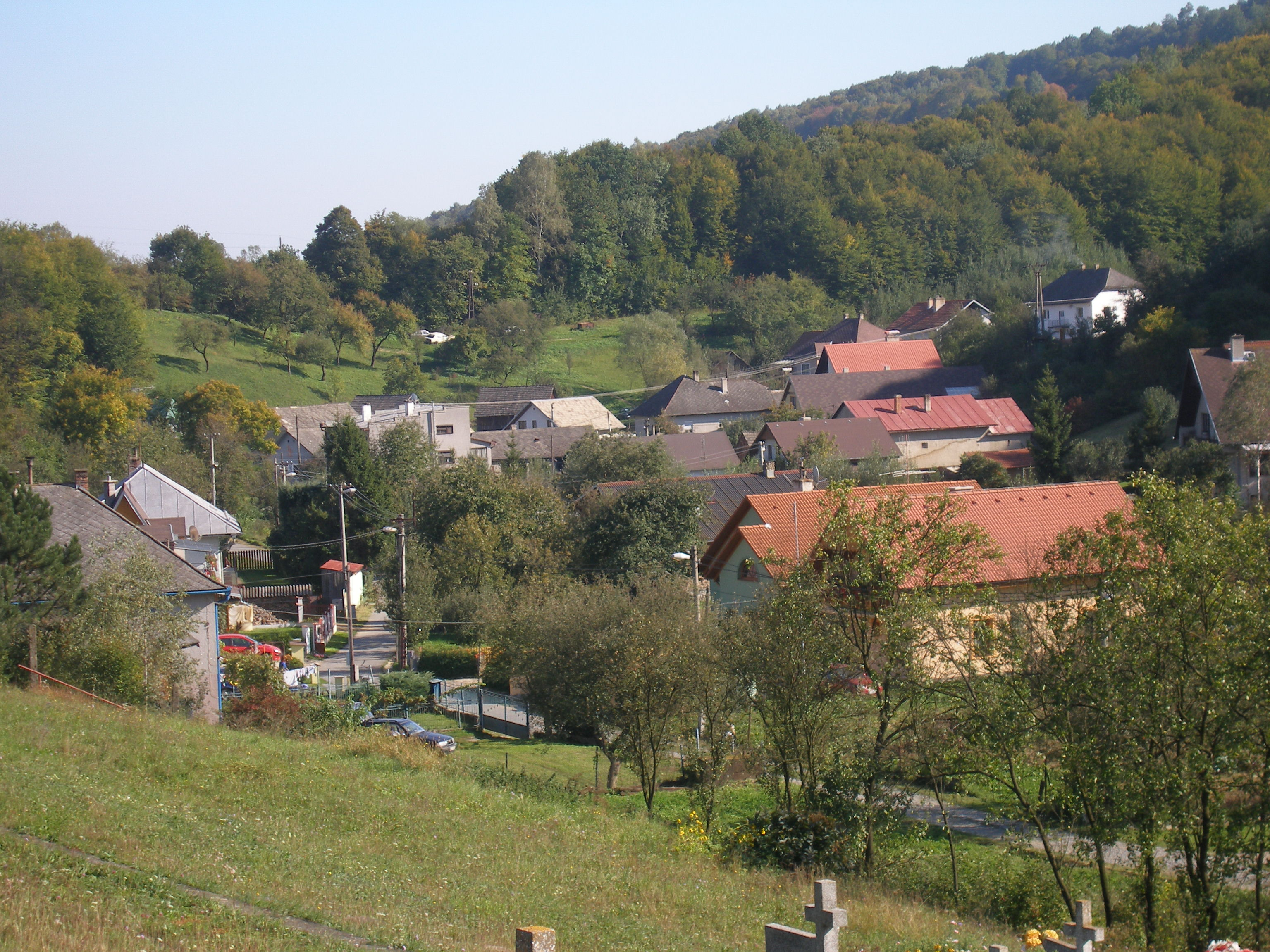
Berki